# Nationalpark Wodloserski
Der Nationalpark Wodloserski (russisch Национальный парк «Водлозе́рский») ist ein Schutzgebiet im Norden Russlands. Der Park liegt auf den Gebieten des Oneschski rajon der Oblast Archangelsk sowie des Pudoschski rajon der Republik Karelien. Das Schutzgebiet wurde 1991 ausgewiesen und ist 4689,15 km² groß. Der Park war 1998 als Weltnaturerbe nominiert, wurde aber bis heute nicht in diesen Status erhoben. Nach Angaben des WWF ist die ökologische Bedeutung des Parks hoch. In seinem Zentrum liegt der See Wodlosero.